# ماركو برييتو
ماركو برييتو (بالإسبانية: Marco Prieto)‏ هو لاعب كرة قدم ومدرب كرة قدم باراغواياني في مركز الهجوم، ولد في 7 نوفمبر 1985 في أسونسيون في باراغواي. لعب مع ديبورتيس ماجالانز.

## وصلات خارجية
- ماركو برييتو على موقع قاعدة بيانات كرة القدم.إي يو (الإنجليزية)
- ماركو برييتو على موقع Soccerway.com (الإنجليزية)